# Wojciech Ehrenfeucht
Wojciech Ehrenfeucht (ur. 6 stycznia 1955, zm. 20 maja 2002) – polski szachista i trener szachowy, mistrz FIDE od 1984 roku.

## Kariera szachowa
W 1972 r. zdobył w Bydgoszczy tytuł wicemistrza Polski juniorów do 20 lat. W tym samym roku podzielił IV m. (za m.in. Olegiem Romaniszynem) w turnieju juniorów w Zinnowitz. W 1973 r. w Teesside reprezentował Polskę na mistrzostwach świata juniorów do 20 lat, zajmując VI m. w finale B (wynik ten odpowiadał 18. miejscu w całych zawodach). W 1995 r. podzielił II m. w otwartym turnieju w Poczdamie. W 1997 r. podzielił II m. (za Mirosławem Grabarczykiem, wspólnie z Wadymem Szyszkinem, Jewhenem Miroszniczenko, Aleksandrem Czerwońskim i Krystyną Dąbrowską) w międzynarodowych otwartych mistrzostwach Warszawy, a w kolejnych mistrzostwach (1998) podzielił IV m. (za Wadymem Szyszkinem, Aleksandrem Czerwońskim i Piotrem Staniszewskim, wspólnie z m.in. Dominikiem Pędzichem).
W latach 1975, 1976, 1979 (edycje otwarte) i 1999 czterokrotnie uczestniczył w finałach indywidualnych Mistrzostw Polski (najlepszy wynik: Polanica-Zdrój 1999 – XIV m.). Awans do czternastoosobowego finału w 1999 r. wywalczył po zwycięstwie w turnieju półfinałowym w Poraju w 1998 roku.
W barwach "Maratonu" Warszawa był sześciokrotnym medalistą drużynowych mistrzostw Polski: pięciokrotnie złotym (1973, 1974, 1975, 1979, 1983) oraz brązowym (1978). Oprócz tego zdobył złoty (1983) i brązowy (1978) medal drużynowych mistrzostw Polski w szachach błyskawicznych.
Najwyższy ranking w karierze osiągnął 1 stycznia 1986 r., z wynikiem 2370 punktów dzielił wówczas 31-37. miejsce wśród polskich szachistów.
W Warszawie rozgrywany jest cykliczny turniej szachowy juniorów im. Wojciecha Ehrenfeuchta.